# 黄关镇
黄关镇，是中华人民共和国广西壮族自治区桂林市灌阳县下辖的一个乡镇级行政单位。

## 行政区划
黄关镇下辖以下地区：
黄关村、中秀村、唐官村、李官村、东阳村、大竹山村、陡水村、兴秀村、联德村、正江村、大倚村、猫儿石村、商家村、顺溪村和龙吟村。